# Le Domaine-du-Roy
Le Domaine-du-Roy – regionalna gmina hrabstwa (MRC) w regionie administracyjnym Saguenay–Lac-Saint-Jean prowincji Quebec, w Kanadzie. Stolicą jest miasto Roberval. Składa się z 10 gmin: 2 miast, 5 gmin, 1 wsi, 1 parafii i 1 terytorium niezorganizowanego.
Le Domaine-du-Roy ma 31 870 mieszkańców. Język francuski jest językiem ojczystym dla 98,6%, angielski dla 0,3% mieszkańców (2011).